# Anolis krugi
Anolis krugi este o specie de șopârle din genul Anolis, familia Polychrotidae, descrisă de Peters 1877. Conform Catalogue of Life specia Anolis krugi nu are subspecii cunoscute.